# 聖弗蘭西斯科拉烏尼翁
14°55′N 91°32′W / 14.917°N 91.533°W
聖弗蘭西斯科拉烏尼翁（西班牙語：San Francisco La Unión），是危地馬拉的城鎮，位於該國西部，由克薩爾特南戈省負責管轄，面積32平方公里，海拔高度2,791米，2002年人口7,403，人口密度每平方公里231.34人。